# دیوار غم
دیوار غم (روسی: Стена́ ско́рби، ت. «Stena skorbi» که گاهی به عنوان دیوار غم ترجمه می‌شود) بنای یادبودی در مسکو برای قربانیان آزار و اذیت سیاسی توسط جوزف استالین در دوران اتحاد جماهیر شوروی این کشور است. این بنای یادبود ملی توسط ولادیمیر پوتین، رئیس‌جمهور روسیه و پاتریارک کریل مسکو در ۳۰ اکتبر ۲۰۱۷، روز سالانه یادبود قربانیان سرکوب‌های سیاسی، رونمایی شد.

## پیشینه
از دهه ۱۹۲۰ تا ۱۹۵۰، تحت حکومت استالین در اتحاد جماهیر شوروی، تخمین زده می‌شود که ۷۵۰۰۰۰ نفر اعدام شدند، علاوه بر میلیون‌ها قربانی که در نتیجه قحطی، شرایط اردوگاه‌های کار اجباری و سایر جنایات انجام شده توسط دولت جان باختند. ولادیمیر پوتین، رئیس‌جمهور روسیه، در سال ۲۰۱۴ دستور ساخت این بنای یادبود را صادر کرد شهر مسکو تقریباً ۶ میلیون دلار از هزینه را پرداخت کرد و تقریباً ۸۰۰۰۰۰ دلار دیگر توسط اهداکنندگان فردی و شرکتی کمک شد.

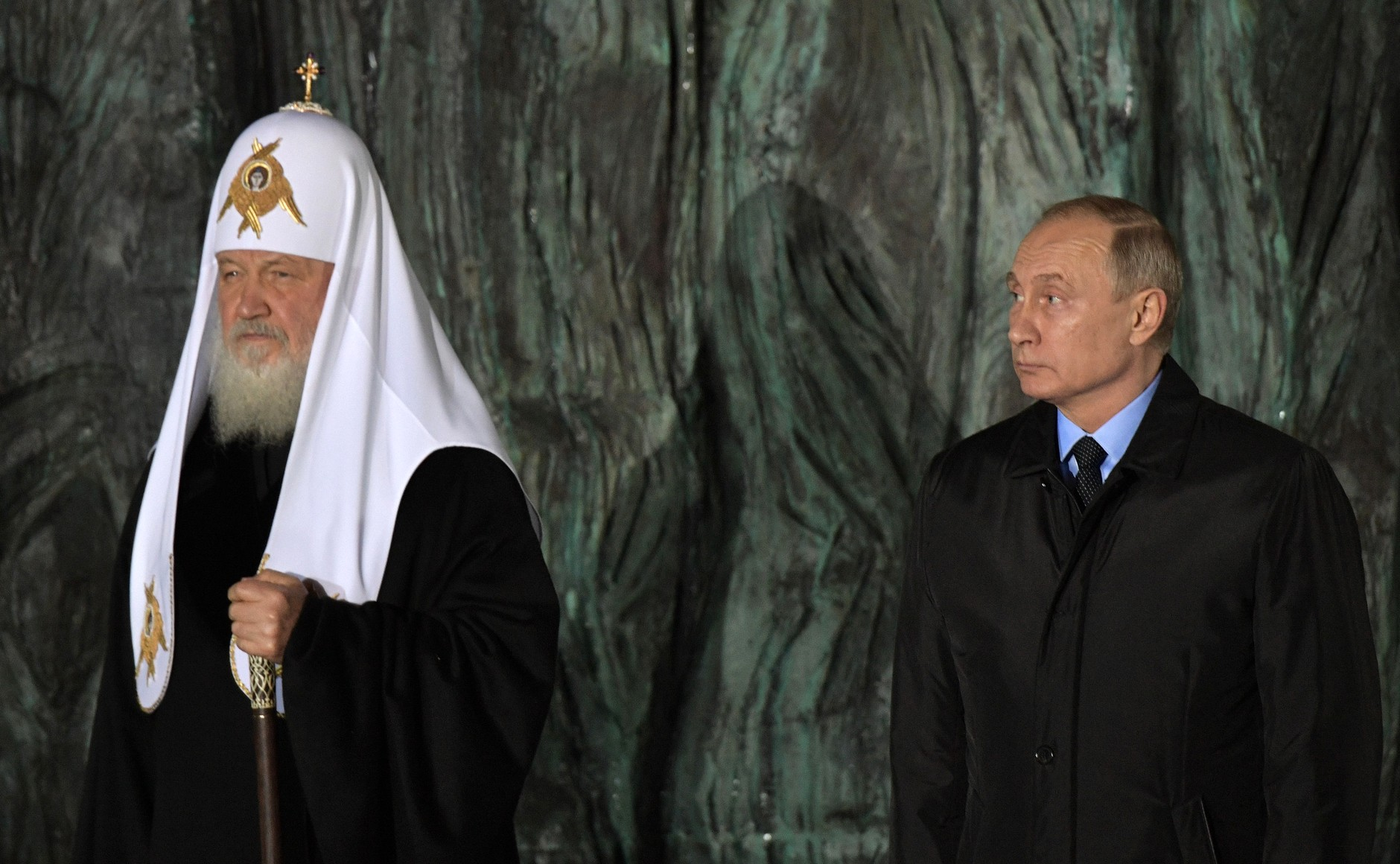
پاتریارک کریل مسکو و رئیس‌جمهور پوتین در مراسم افتتاحیه

پوتین پس از دیدار با شورای حقوق بشر و جامعه مدنی کشور، در ۳۰ اکتبر ۲۰۱۷ در مراسم افتتاحیه اظهار داشت که این فاجعه نباید فراموش یا توجیه شود، زیرا «ارزیابی صریح و روشن از سرکوب به جلوگیری از تکرار آن کمک خواهد کرد». حدود ۱۰۰ نفر در این مراسم حضور داشتند که بسیاری از آنها شهروندان ارشد، فعالان حقوق بشر و مقامات دولتی مسکو بودند.
این بنای یادبود اولین در نوع خود نیست، اما اولین بنایی است که با فرمان ریاست جمهوری ساخته شده است. بنای یادبود دیگری به نام سنگ سولووتسکی در سال ۱۹۹۰ ساخته شد و روبروی دفتر مرکزی کا گ ب در میدان لوبیانکا، مسکو واقع شده است.

## ساختار و طراحی
دیوار غم در یک پارکینگ قدیمی در تقاطع شلوغ جاده گاردن رینگ و خیابان آکادمیسین ساخاروف در مرکز مسکو ساخته شده است. گئورگی فرانگولیان، طراح این بنای یادبود که دو سال روی ساخت آن کار کرده است، خاطرنشان کرد که دیوار غم «بیانگر احساسات، ترس و هشدار» است، نه یک اثر هنری «نماینده». او توضیح داد که محل قرارگیری مجسمه به این منظور است که تأکید کند «سرکوب می‌تواند در هر جایی اتفاق بیفتد».
این بنای یادبود از برنز ساخته شده و شکل آن قوس یک داس را منعکس می‌کند. دیواری تیره و منحنی که تقریباً ۱۰۰ فوت (۳۰ متر) طول دارد. طول و ۲۰ فوت (۶٫۱ متر) ارتفاع به عنوان بخش اصلی بنای یادبود عمل می‌کند که بر روی آن چهره‌های انسانی بی‌شماری وجود دارد. به گفته فرانگولیان، شکل داس مانند دیوار نمایانگر فرشته مرگ است، در حالی که چهره‌های انسانی غیرقابل تشخیص، «گمنامی قربانیان» را برجسته می‌کنند.

## پذیرش

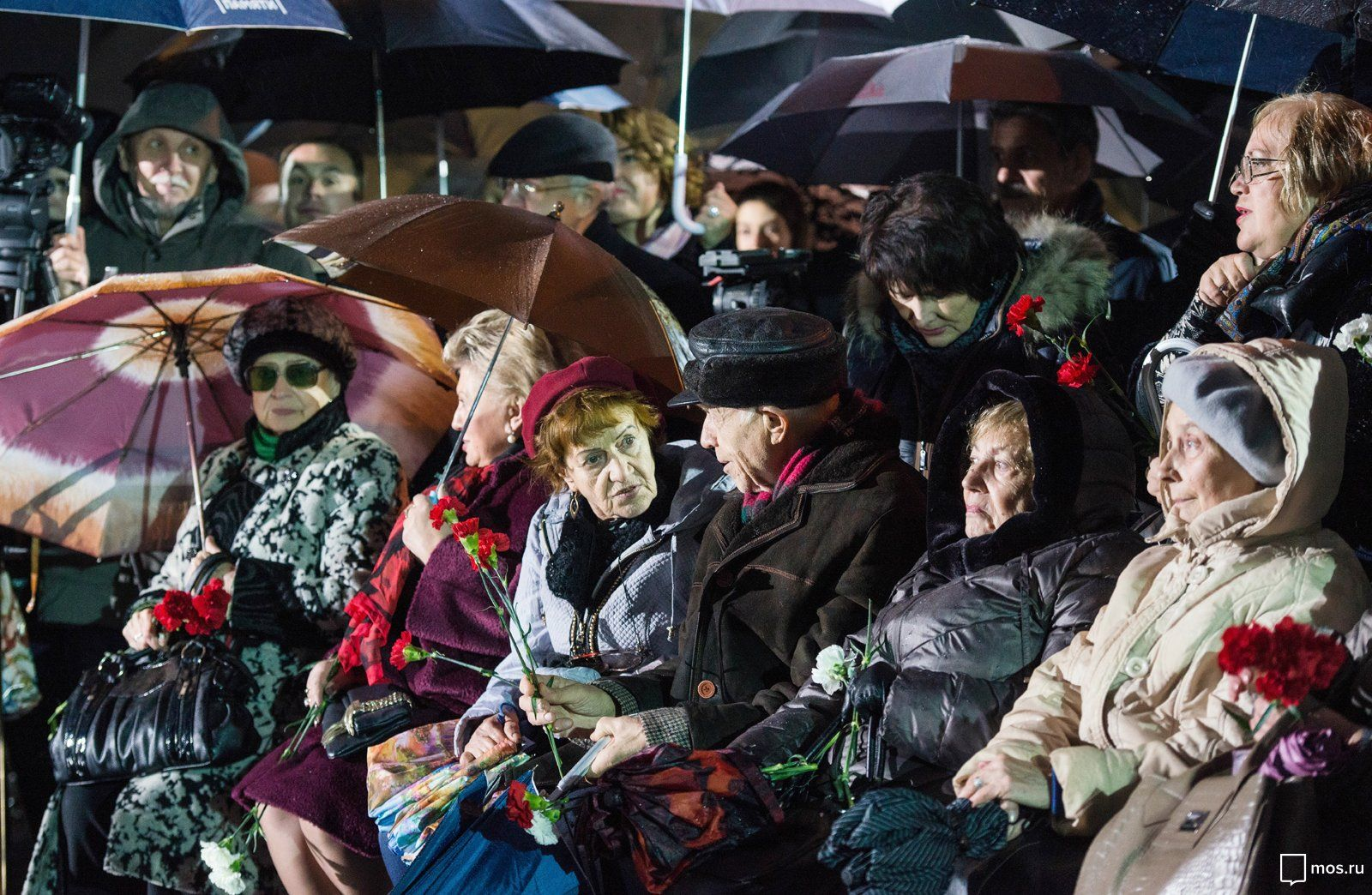
مراسم افتتاحیه دیوار غم

رونمایی از این بنای یادبود بلافاصله جنجال به پا کرد، زیرا برخی از مخالفان استدلال کردند که دیوار غم نمادی از «ریاکاری» است و فعالیت‌های اخیر دولت روسیه هیچ تفاوتی با سرکوب‌های سیاسی که ادعا می‌کنند با آنها مخالف هستند، ندارد. حدود ۴۰ منتقد و مخالف، از جمله الکساندر پودرابینک، پاول لیتوینوف، ولادیمیر بوکوفسکی و مصطفی ژمیلف، طوماری منتشر کردند که دولت را به «تلاش برای سفیدنمایی حال» متهم می‌کرد. آنها در این طومار اظهار داشتند که کرملین از این بنای یادبود حمایت مالی کرده است تا «وانمود کند که سرکوب سیاسی چیزی است که مدت‌هاست گذشته است»، در حالی که زندانیان سیاسی در روسیه معاصر به شدت به «کمک و توجه» نیاز دارند.
در همین حال، برخی این بنای یادبود را «گامی مهم» برای کشور دانستند. النا بی. ژمکووا، مدیر ارشد اجرایی یادبود، سازمانی که سوابق افراد سرکوب‌شده را بایگانی می‌کند، گفت که معرفی این بنای یادبود توسط رهبری دولت، نمادی از به رسمیت شناختن ترور و قتل توسط کشور است. رومن رومانوف، مدیر موزه تاریخ گولاگ در مسکو، گفت که حمایت از این بنای یادبود از سوی رئیس‌جمهور و شهروندان عادی نشان دهنده «یک نقطه تسویه حساب جدید» است.
در فوریه ۲۰۲۴، پلیس مسکو افرادی را که پس از مرگ الکسی ناوالنی، سیاستمدار مخالف و زندانی سیاسی، در حال گذاشتن گل در بنای یادبود بودند، دستگیر کرد.